# 알라 코롯
알라 코롯(Alla Korot, 1970년 11월 1일 ~ )은 우크라이나 출신의 미국 배우이다.
오데사에서 태어났다.

## 영화
- The Arsonist (2004) - 재닌 역
- The Intruders (2009) - 애니 포스터 역